# Yung Joc
Yung Joc, właściwie Jasiel A. Robinson (ur. 2 kwietnia 1983 w Atlancie) – amerykański raper.

## Dyskografia
- New Joc City (2006)
- Hustlenomics (2007)
- Mr. Robinson's Neighborhood (2012)

## Nagrody
- BET Hip-Hop Awards
  - 2008: Hip-Hop Klip roku ("Get Like Me") z David Banner & Chris Brown (nominacja)
  - 2006: Hip-Hop Klip roku ("It's Goin' Down") (nominacja)
  - 2006: Hip-Hop Piosenka roku ("It's Goin' Down") (wygrana)
  - 2006: Rookie of the Year (nominacja)
  - 2006: Hip-Hop MVP roku (nominacja)
  - 2006: Best Live Performance (nominacja)
- Nagroda Grammy
  - 2007: Najlepsza rapowa piosenka ("It's Goin' Down") (nominacja)
- MTV Video Music Awards
  - 2006: Najlepszy rapowy klip ("It's Goin' Down") (nominacja)
- Ozone Awards
  - 2007: Best Rap/R&B Collaboration ("Buy U a Drank (Shawty Snappin')") z T-Pain (nominacja)
- Vibe Awards
  - 2007: Best Collaboration ("Buy U a Drank (Shawty Snappin')") z T-Pain (nominacja)
  - 2007: Song of the Year ("Buy U a Drank (Shawty Snappin')") z T-Pain (wygrana)